# イオン帯広店
イオン帯広店（イオンおびひろてん）は、北海道帯広市にあるイオン北海道運営の総合スーパー（GMS）である。

## 沿革
- 1979年（昭和54年）：「ニチイ帯広店」としてオープン[5]。
- 1998年（平成10年）：サティに業態転換し、「帯広サティ」としてリニューアルオープン[5]。
- 2002年（平成14年）：ポスフールへの店名変更に伴い、「ポスフール帯広店」と改称[5]。
- 2011年（平成23年）：イオンへの店名変更に伴い、「イオン帯広店」と改称[5][6]。
- 2017年（平成29年）：イオン北海道が帯広市と「包括連携協定」締結し、ご当地WAON「とかち帯広WAON」発行[7]。

## フロアとテナント

### フロア概要
核店舗のイオン帯広店と約83の専門店で構成される。自動車用の立体駐車場棟と本館2階部分を接続する連絡通路が設置されている。
| 階      | フロア概要（本館）                             | フロア概要（立体駐車場） |
| ------- | ---------------------------------------------- | ------------------------ |
| R階     |                                                | 立体屋上駐車場           |
| 4階     | 立体(屋上)駐車場                               |                          |
| 3階/R階 | 専門店街・屋上駐車場                           | 立体駐車場               |
| 2階     | 直営売場・専門店街                             | 立体駐車場               |
| 1階     | 直営売場・専門店街・レストラン街・フードコート | 立体駐車場               |

### 主なテナント
1階
- 餃子の王将（中華）
- 築地銀だこ（たこ焼き）
- 石焼ビビンバ（ビビンバ）
- サーティワンアイスクリーム（アイス・クレープ）
- カルディコーヒーファーム (カフェ)
- 柳月 (菓子)
- 六花亭 (菓子)
- コムサイズム（ファミリー）
- THE SHOP TK（メンズ・レディス）
- チャンスセンター（宝くじ）

2階
- ハニーズ（レディス）
- ライトオン（ファミリー）
- 玉光堂（CD・DVD）
- セリア（100円ショップ）
- くまざわ書店（書籍・雑誌）
- ABCマート（靴）
- #C-pla (カプセルトイ専門店)
- キッズパーク（ゲームコーナー）

3階
- イオン歯科クリニック（歯科）
- プリティワンワン（ペットショップ）

※テナント情報は2022年5月時点
出店テナント全店の一覧詳細情報は公式サイト「専門店・フロアマップ」を、営業時間およびATMを設置している金融機関の詳細は公式サイトを参照。

## アクセス
西5条通、西南大通沿いに位置している。
バス
- 十勝バス「イオン帯広店前」バス停下車

自動車
- 北海道旅客鉄道（JR北海道）帯広駅より約7分
- 帯広広尾自動車道 - 帯広川西ICより約10分

鉄道
- JR根室本線 - 帯広駅から徒歩で約15分

駐車場
当施設の駐車場は、1,623台利用可能である。
| 施設駐車場     | 駐車台数 | 駐車可能時間 | 備考         |
| -------------- | -------- | ------------ | ------------ |
| 東側平面駐車場 | 99       | 8:00 - 21:45 |              |
| 本体棟駐車場   | 683      | 9:00 - 21:00 | 高さ制限2.1m |
| 別棟立体駐車場 | 841      | 9:00 - 21:00 | 高さ制限2.1m |